# Maison de la famille Dimitrijević à Leskovac
La maison de la famille Dimitrijević (en serbe cyrillique : Кућа породице Димитријевић у Лесковцу ; en serbe latin : Kuća porodice Dimitrijević u Leskovcu) est située à Leskovac, en Serbie, dans la municipalité de Lazarevac et sur le territoire de la ville de Belgrade. Construite dans la première moitié du XIXe siècle, elle est inscrite sur la liste des monuments culturels protégés de la république de Serbie et sur la liste des biens culturels de la ville de Belgrade.

## Présentation
La maison de la famille Dimitrijević a été construite dans la première moitié du XIXe siècle, dans une période de grands bouleversements économiques et sociaux.
L'édifice, très simple, est doté d'une structure en bois. Il doit son originalité à l'organisation de l'espace intérieur qui en traduit la double fonction, économique et résidentielle. Chacun de ces espaces est accessible séparément depuis l'extérieur mais les deux entités sont reliées à l'intérieur par un couloir et par des portes. Par son organisation, la maison rappelle ainsi davantage la structure d'un appartement européen que celle d'une maison traditionnelle serbe.